# Festival di Castrocaro 2019
La sessantaduesima edizione del Festival di Castrocaro si è svolta a Castrocaro Terme e Terra del Sole il 3 settembre 2019, presentata da Stefano De Martino e Belén Rodríguez. La serata è stata trasmessa in diretta televisiva su Rai 2 (cosa precedentemente accaduta, per la manifestazione, solo nel 1969, nel 1990 e nel 1997), e in diretta radiofonica su Rai Radio 2 commentata da Ema Stokholma.
Il regolamento della serata prevedeva un meccanismo a tre fasi. Nella prima fase i dieci cantanti partecipanti si sono esibiti con delle cover in cinque sfide a due: l'esito delle sfide è stato decretato a turno da uno dei cinque membri della giuria, estratti a sorte della presidente di giuria Simona Ventura. Nella seconda fase i cinque cantanti vincitori delle sfide si sono esibiti con un loro brano inedito o con una cover, e sono stati valutati singolarmente da ognuno dei giurati: i tre cantanti più votati sono passati alla terza e ultima fase, dove hanno eseguito un'ulteriore cover. La giuria ha quindi scelto il vincitore tra i tre finalisti.
L'edizione è stata vinta da Debora Manenti, che si è aggiudicata anche il Premio Siae per la migliore performance con il brano Look at Me Now.

## Cantanti
- Eliminato nella prima fase (sfida a due)

- Eliminato nella seconda fase

- Ammesso alla finale a tre

- Vincitore

| Sfida | Ordine di uscita   | Artista            | Cover                     | Brano inedito o cover | Cover |
| ----- | ------------------ | ------------------ | ------------------------- | --------------------- | ----- |
| 1     | 1                  | Alfredo Bruno      | La sera dei miracoli      | -                     | -     |
| 2     | Riad               | Sign of the Times  | Cambiare                  | Say Something         |       |
| 2     | 3                  | Berna              | 90min                     | -                     | -     |
| 4     | Anita              | I tuoi particolari | 251                       | La musica non c'è     |       |
| 3     | 5                  | Mike Baker         | La mia signorina          | -                     | -     |
| 6     | Giovanni Arichetta | All of Me          | Castelli di carta         | -                     |       |
| 4     | 7                  | Nicole Frendo      | Skyfall                   | -                     | -     |
| 8     | Debora Manenti     | Look at Me Now     | Mica van Gogh             | Lose Yourself         |       |
| 5     | 9                  | Gaia Gemmellaro    | Le tasche piene di sassi  | -                     | -     |
| 10    | Kram               | La donna cannone   | Amico mio è tutto a posto | -                     |       |

## Giuria
- Elodie
- Andrea Delogu
- Bruno Santori
- Maurizio Vandelli
- Simona Ventura (presidente di giuria)

## Ospiti
- Gigi D'Alessio
- Carmen Pierri
- Tecla Insolia

## Ascolti
| Messa in onda    | Telespettatori | Share |
| ---------------- | -------------- | ----- |
| 3 settembre 2019 | 1.009.000      | 5,50% |